# XVideos
XVideos este un site web pornografic. El este cel mai popular site web pornografic din lume, surclasând Pornhub în acest sens în noiembrie 2010. 
De asemenea el este unul din cele mai populare site-uri de pe Internet și în prezent are peste 350 de milioane de vizitatori unici lunar, furnizând un transfer de date de aproximativ 29 petabyți lunar."